# Armando Hart
Armando Hart Dávalos (L'Avana, 13 giugno 1930 – L'Avana, 26 novembre 2017) è stato un politico e rivoluzionario cubano, fu Ministro della Cultura dal 1976 al 1997 e Ministro dell'Educazione dal 1959 al 1965.

## Biografia
il nonno di Armando Hart era originario della Georgia ed emigrò a Cuba da bambino. Prima della Rivoluzione cubana che depose il dittatore Fulgencio Batista, Hart aveva studiato come avvocato all'Università dell'Avana. Mentre studiava, divenne un'attivista politico e in seguito aderì al Movimento del 26 luglio di Fidel Castro e Che Guevara nella lotta contro il regime batistiano. Mentre Castro e Guevara comandavano la guerriglia sulla Sierra Maestra, Hart divenne uno dei principali organizzatori del movimento rivoluzionario nelle città. Accanto ad altre sue opere scritte, descrisse minuziosamente gli eventi della rivoluzione del 1959 nella sua opere "Aldabonazo".
Quando Batista fu finalmente deposto, Hart fu nominato Ministro dell'Educazione della Rivoluzione, e in seguito servì come ministro della cultura dal 1976 al 1997, fu anche membro del Politburo del Partito Comunista di Cuba.
Nel gennaio del 2005, Hart scrisse un articolo su Stalin, in cui oltre a criticare lo Stalinismo e le sue pratiche, difendeva le idee di Karl Marx, Vladimir Lenin, Fidel Castro e Lev Trockij.
Hart era il padre di Celia Hart.